# Abracadabra (álbum)
Abracadabra é o vigésimo segundo álbum de estúdio da banda japonesa de rock Buck-Tick, lançado em 21 de setembro de 2020 pela gravadora Lingua Sounda, subdivisão da Victor Entertainment. Foi lançado em duas edições: regular e limitada e em três formatos: CD + Blu-ray, fita cassete e vinil.
Em 20 de novembro de 2020, a versão internacional do álbum foi lançada com quatro faixas bônus pela JPU Records. É o primeiro álbum do Buck-Tick a ser lançado internacionalmente.

## Produção
O nome "Abracadabra", retirado da letra da música "Eureka" foi escolhido por Imai. Em entrevista com a BARKS, ele diz que começou a compor o álbum em meados da primavera de 2019. Por conta da pandemia, as gravações foram suspensas por um mês.
Abracadabra foi dirigido por Junichi Tanaka e as capas foram produzidas por Kazunori Akita.

## Turnê
Devido a pandemia de COVID-19, os shows de lançamento do álbum com público tornaram-se inviáveis. O Buck-Tick fez a apresentação online de lançamento do álbum "ABRACADABRA LIVE ON THE NET" em 21 de setembro.

## Recepção
Alcançou a terceira posição nas paradas da Oricon Albums Chart, a quinta nas paradas da Billboard Japan e vendeu cerca de 15,902 cópias em sua primeira semana.

## Faixas
A faixa "Datenshi" já foi lançada como single, "Kemonotachi no Yoru" já foi lançada no single Kemonotachi no Yoru/Rondo,  e as faixas "Moonlight Escape" e "Kogoeru" já foram lançadas no single Moonlight Escape. Tais canções foram regravadas para uma versão do álbum, com exceção de Moonlight Escape.
| N.º            | Título                                                     | Letras         | Música         | Duração |  |
| 1.             | "Peace"                                                    | Instrumental   | Imai           | 2:47    |  |
| 2.             | "Que sera Sera Elegy" (ケセラセラ エレジー)                | Imai           | Imai           | 4:49    |  |
| 3.             | "Urahara-Juku"                                             | Sakurai        | Imai           | 5:06    |  |
| 4.             | "Sophia Dream"                                             | Imai           | Imai           | 3:27    |  |
| 5.             | "Tsuki no Sabaku" (月の砂漠)                               | Sakurai        | Hoshino        | 4:01    |  |
| 6.             | "Villain"                                                  | Sakurai e Imai | Imai           | 4:56    |  |
| 7.             | "Kogoeru – Crystal CUBE ver." (凍える – Crystal CUBE ver.) | Sakurai        | Hoshino        | 5:14    |  |
| 8.             | "Maimu Maimu" (舞夢マイム)                                 | Sakurai        | Imai           | 3:52    |  |
| 9.             | "Dance Tegoku" (ダンス天国)                                | Sakurai        | Hoshino        | 3:48    |  |
| 10.            | "Kemonotachi No Yoru - YOW ROW ver." (獣たちの夜)          | Sakurai        | Imai           | 4:06    |  |
| 11.            | "Datenshi - YOW-ROW ver." (堕天使)                         | Sakurai        | Imai           | 3:31    |  |
| 12.            | "Moonlight Escape"                                         | Sakurai        | Imai           | 4:11    |  |
| 13.            | "Eureka" (ユリイカ)                                        | Sakurai e Imai | Imai           | 3:43    |  |
| 14.            | "Bōkyaku" (忘却)                                           | Sakurai        | Imai           | 4:43    |  |
| Duração total: | Duração total:                                             | Duração total: | Duração total: | 58:18   |  |

| Blu-Ray/DVD |                                                                |         |  |
| N.º         | Título                                                         | Duração |  |
| 1.          | "Kemonotachi No Yoru (獣たちの夜) - YOW-ROW ver." (Videoclipe) |         |  |
| 2.          | "Moonlight Escape" (Videoclipe em vários ângulos)              |         |  |
| 3.          | "Kogoeru (凍える) – Crystal CUBE ver." (Videoclipe)            |         |  |

| Faixas bônus da edição internacional |                                            |         |  |
| N.º                                  | Título                                     | Duração |  |
| 1.                                   | "Moon Sayonara wo Oshiete (versão single)" |         |  |
| 2.                                   | "Kogoeru (versão single)"                  |         |  |
| 3.                                   | "Datenshi (versão single)"                 |         |  |
| 4.                                   | "Kemonotachi no Yoru (versão single)"      |         |  |

## Ficha técnica

### Buck-Tick
- Atsushi Sakurai - vocal
- Hisashi Imai - guitarra solo, vocais de apoio
- Hidehiko "Hide" Hoshino - guitarra rítmica
- Yutaka "U-ta" Higuchi - baixo
- Toll Yagami - bateria

### Produção
- Junichi Tanaka - direção
- Kazunori Akita - capas do álbum